# XBRL assurance
XBRL assurance is de mate van zekerheid over de getrouwheid van een jaarrekening of ander verantwoordingsdocument dat in de XBRL-standaard is opgesteld en verzonden. De accountant komt tot zijn oordeel na uitvoering van een accountantscontrole.
Een XBRL-rapportage is een elektronisch bestand en heet instantiatie (Engels: instance) in XBRL-terminologie. De accountant kan assurance geven bij een XBRL-jaarrekening, een XBRL-rapportage (overige assurance) en real time rapportering (ook wel onterecht aangeduid als continuous reporting).

## Digitaal rapportageproces
Een XBRL-rapportage maakt deel uit van een digitaal rapportageproces waarbij ook de communicatie van de rapportage van belang is. De accountant kan zich enkel richten op de betrouwbaarheid van de rapportage zelf, maar beter is om het gehele rapportageproces –de gehele elektronische gegevensuitwisseling tussen rapporteur en een uitvragende partij (bijvoorbeeld toezichthouder, Kamer van Koophandel of Belastingdienst) te beschouwen. De accountant stelt daarbij tevens vast, dat de rapportage juist, tijdig en volledig bij de uitvragende partij is aangekomen.
Bij de beoordeling van het totale rapportageproces gebruikt de accountant een referentiemodel waarin de gelaagdheid van het totale digitale rapportageproces tot uiting komt. Een bekend voorbeeld van zo’n model is het OSI-model. Het OSI-model is de benaming voor ISO Reference Model for Open Systems Interconnection. Het OSI-model is een gestandaardiseerd middel om te beschrijven hoe data wordt verstuurd over een netwerk.
Dit referentiemodel deelt de communicatie in in zeven lagen. De lagen zijn, van hoog naar laag: Toepassing, Presentatie, Sessie, Transport, Netwerk, Datalink en Fysiek. De XBRL-rapportage maakt deel uit van toepassing- en presentatielaag. Het gebruik van een meer uitgebreid referentiemodel door de accountant ligt voor de hand. Bij de beoordeling van een digitaal rapportageproces controleert de accountant (met hulp van deskundigen op deelgebieden) elke laag van het communicatieproces op betrouwbaarheid.

## Model
XBRL assurance is een paraplubegrip waar meerdere soorten rapportages en audit gerelateerde onderwerpen onder vallen. De accountant kan assurance geven bij een XBRL-jaarrekening, een XBRL-rapportage (overige assurance) en real time rapportering. Om de assurance te kunnen geven zijn per rapportagesoort drie aspecten uitgewerkt: de accountant beschikt over de te realiseren controledoelstellingen en over richtlijnen met betrekking tot de controleaanpak, de verklaring waarin de mate van assurance bij het auditobject wordt verwoord en de (blijvende) koppeling tussen het (elektronische) object en de verklaring met behulp van een elektronische handtekening.
In de controle maakt de accountant onderscheid naar het primair auditobject en (eventueel) afgeleide auditobjecten:
- Het primaire auditobject betreft het rapportagebestand (instance) met de gegevens.

- De afgeleide auditobjecten zijn bronnen met metagegevens die in de XBRL-rapportageketen een rol spelen:
  - De taxonomie, in drie verschijningsvormen:

1. (rapporteren op basis van) een standaard taxonomie
2. (rapporteren op basis van) een maatwerk taxonomie
3. (rapporteren op basis van) een gecombineerde standaard (basis)taxonomie aangevuld met een maatwerk (extensie)taxonomie.

- - Presentatiegegevens die in verschillende (technische) vormen kunnen worden gecommuniceerd: stylesheet, inline XBRL, XBRL rendering linkbase of specifieke (proprietary) software.

Bij de uitwerking van XBRL assurance wordt gebruikgemaakt van het volgende model:
|                                                          | Primair           | Audit           | Object               |
| -------------------------------------------------------- | ----------------- | --------------- | -------------------- |
|                                                          | XBRL-jaarrekening | XBRL-rapportage | Realtimerapportering |
| Aspect                                                   |                   |                 |                      |
| Controledoelstellingen, richtlijnen en aanpak            |                   |                 |                      |
| Verklaringen (tekstinhoudelijk)                          |                   |                 |                      |
| Handtekening en koppeling verklaring aan het auditobject |                   |                 |                      |

## Beschrijving

### Controledoelstellingen en aanpak
Opzichzelfstaand moet de verklaring bij de XBRL-jaarrekening duidelijk maken dat de informatie in het document voldoet aan de kwaliteitseisen van juistheid, volledigheid en tijdigheid.
Een afgeleid auditobject met presentatiegegevens kan een selectie maken uit dit XBRL-document (waarin bijvoorbeeld ook fiscale en opmaakinformatie is opgenomen), bepaalt mede de weergave van de informatie, en voert eventueel berekeningen uit. Dit impliceert dat de audit-doelstellingen bestaan uit accuratesse, presentatie en toelichting. De af te geven verklaring zal dus niets zeggen over een getrouw beeld, maar zal deze specifieke aspecten en de exacte reikwijdte in voor het maatschappelijk verkeer in duidelijke bewoordingen moeten benoemen.
De volgende, voornamelijk XBRL-specifieke rapportagestappen dienen als basis voor de audit-aanpak voor de XBRL-jaarrekening en de XBRL-rapportage. De accountant stelt vast, dat:
1. van de juiste standaard (basis)taxonomie gebruik is gemaakt;
2. de gebruikte maatwerk (extensie)taxonomie juist en volledig is;
3. de voor de rapportage gebruikte brongegevens betrouwbaar zijn;
4. de juiste en volledige koppeling van gegevens aan taxonomie-elementen ('mapping' of' tagging') heeft plaatsgevonden;
5. de XBRL-rapportage (instance) technisch correct is en valideert met de gebruikte taxonomie;
6. het verzenden van de XBRL-rapportage juist, tijdig en volledig heeft plaatsgevonden.

Het onderscheid tussen een standaardtaxonomie en maatwerktaxonomie is voor de accountant van belang. Bij een standaardtaxonomie die door de overheid of toezichthouder ter beschikking wordt gesteld hoeft de accountant niet vast te stellen dat de taxonomie juist en volledig is. De kwaliteit van de taxonomie is in dit proces een gegeven. De accountant stelt hier –met behulp van software- vast dat de correcte taxonomie is gebruikt. In Nederland is voor de XBRL-jaarrekening de Nederlandse taxonomie (NT) van toepassing.
Van een door een onderneming, of door accountant zelf ontwikkelde maatwerk taxonomie dient nog te worden vastgesteld dat deze voldoet aan de regelgeving en dat deze juist en volledig is.
Een belangrijke afwijking met assurance bij een papieren jaarrekening betreft het begrip materialiteit. Materialiteit heeft betrekking op de nauwkeurigheid van het accountantsoordeel. In een XBRL jaarrekening (of rapportage) heeft materialiteit geen betrekking op de verantwoording als geheel. Een XBRL jaarrekening bevat een verzameling van individueel identificeerbare financiële feiten. Met een XBRL jaarrekening heeft het begrip materialiteit betrekking op de financiële feiten. Feiten binnen een XBRL jaarrekening zijn voldoende nauwkeurig als deze geen onjuistheden van materieel belang bevatten.

### Verklaringen
Een XBRL-jaarrekeningdocument is niet leesbaar en geeft dus geen getrouw beeld. Een verklaring over een getrouw beeld kan niet worden gegeven omdat de presentatie van de gegevens niet in een XBRL-document zelf wordt vastgelegd.
De accountant kiest voor een aanpak waarbij de huidige jaarrekening wordt opgeknipt in twee nieuwe audit-objecten met elk een eigen verklaring: het 'XBRL-document' en het object dat de opmaak- en presentatiegegevens bevat (bijvoorbeeld stylesheet of rendering linkbase). Een inline XBRL-bestand is een bestand dat zowel XBRL-gegevens als HTML-opmaakcode bevat. Een inlineXBRL-bestand vormt daarmee een apart (audit)object voor de accountant.
De splitsing in verschillende auditobjecten (met bijbehorende verklaringen) is noodzakelijk, om onduidelijkheid te voorkomen over de mate van zekerheid die de accountant toevoegt aan het XBRL-(jaarrekening)document zonder de presentatiegegevens. Om toch een uitspraak te doen over getrouw beeld zal de verklaring bij de XBRL-jaarrekening zo moeten worden geformuleerd, dat deze in combinatie met de verklaring bij de presentatiegegevens (afgeleid auditobject) duidelijk maakt of beide samen een getrouw beeld geven.
Het is mogelijk dat de accountant wordt gevraagd een oordeel te geven bij een afgeleid auditobject, zoals een maatwerktaxonomie. Een verklaring bij een afgeleid auditobject heeft een andere tekst dan een verklaring bij een primair auditobject.

### Elektronische handtekening
In dit aspect is geregeld dat het oordeel van de accountant in de vorm van de verklaring blijvend is gekoppeld aan het (primaire of secundaire) auditobject. Zowel de XBRL-rapportage als de afgeleide auditobjecten zijn elektronische bestanden. Dit betekent dat wijzigingen aangebracht kunnen worden zonder dat dit sporen nalaat. Uitgaande van elektronische deponering (in geval van een XBRL-jaarrekening), ligt het voor de hand dat ook de accountantsverklaring alleen in elektronische vorm wordt toegevoegd. Dit alles betekent dat de accountant technieken moet benutten zoals encryptie en elektronische handtekening, die garanderen dat zijn verklaring daadwerkelijk van hem afkomstig is en blijvend is gekoppeld aan de informatie die door hem daadwerkelijk is gecontroleerd.
Daarbij wordt gebruikgemaakt van (open) standaarden op het gebied van een elektronische handtekening. Het NIVRA werkt aan een nadere concretisering van het onderwerp.

## Overige aspecten
De XBRL-standaard beschikt over de mogelijkheid om 'business rules' te definiëren. Toepassing van deze business rules draagt bij aan de borging van de betrouwbaarheid van de XBRL-rapportage.